# Valderredible
Valderredible ist eine Gemeinde in der spanischen Autonomen Region Kantabrien.  Sie grenzt im Norden an Valdeprado del Río, im Osten und Südosten an die Provinz Burgos und im Westen und Südwesten an die Provinz Palencia, die beide zu Kastilien und León gehören. Valderredible befindet sich in der Comarca Campoo-Los Valles und wird vom Fluss Ebro durchflossen. Mit 298,24 km² ist sie die größte Gemeinde in Kantabrien.
Der Gemeindesitz ist die Siedlung Polientes, die am linken Ufer des Flusses Ebro liegt. Die Gemeinde ist 44 Kilometer von Reinosa und 116 Kilometer von der Regionalhauptstadt Santander entfernt. Die Gemeinde leidet unter starkem Bevölkerungsverlust aufgrund ihrer relativ peripheren Lage.

## Bevölkerungsentwicklung
| 1842 | 1900 | 1950 | 1981 | 1991 | 2001 | 2011 | 2021 |
| ---- | ---- | ---- | ---- | ---- | ---- | ---- | ---- |
| 2958 | 7859 | 6245 | 1484 | 1263 | 1120 | 1071 | 961  |

## Wirtschaft
Die Wirtschaftstätigkeit konzentriert sich auf die Landwirtschaft.